# (37738) 1996 VM14
1996 VM14 (asteroide 37738) é um asteroide da cintura principal. Possui uma excentricidade de 0.15271850 e uma inclinação de 1.33883º.
Este asteroide foi descoberto no dia 5 de novembro de 1996 por Spacewatch em Kitt Peak.